# Wisła Płock 2018-2019
Questa voce raccoglie le informazioni riguardanti il Wisła Płock nelle competizioni ufficiali della stagione 2019-2020.

## Rosa
| N. |                       | Ruolo | Calciatore           |
| -- | --------------------- | ----- | -------------------- |
| 1  | Polonia (bandiera)    | P     | Mateusz Kryczka      |
| 2  | Polonia (bandiera)    | D     | Marcin Warcholak     |
| 3  | Polonia (bandiera)    | D     | Marcin Mielczarski   |
| 4  | Polonia (bandiera)    | C     | Damian Szymański     |
| 5  | Polonia (bandiera)    | D     | Bartłomiej Sielewski |
| 6  | Polonia (bandiera)    | C     | Damian Rasak         |
| 7  | Uruguay (bandiera)    | C     | Nico Varela          |
| 8  | Polonia (bandiera)    | C     | Dominik Furman       |
| 9  | Polonia (bandiera)    | C     | Mateusz Szwoch       |
| 10 | Georgia (bandiera)    | C     | Giorgi Merebashvili  |
| 11 | Portogallo (bandiera) | A     | Carlitos             |
| 14 | Polonia (bandiera)    | C     | Adam Dźwigała        |
| 16 | Polonia (bandiera)    | A     | Oskar Zawada         |
| 17 | Polonia (bandiera)    | D     | Damian Byrtek        |
| 18 | Polonia (bandiera)    | D     | Alan Uryga           |

| N. |                                 | Ruolo | Calciatore          |
| -- | ------------------------------- | ----- | ------------------- |
| 19 | Polonia (bandiera)              | A     | Karol Angielski     |
| 20 | Polonia (bandiera)              | D     | Cezary Stefańczyk   |
| 21 | Brasile (bandiera)              | A     | Ricardinho          |
| 22 | Polonia (bandiera)              | D     | Krystian Mis        |
| 23 | Bosnia ed Erzegovina (bandiera) | C     | Semir Štilić        |
| 26 | Polonia (bandiera)              | D     | Igor Łasicki        |
| 28 | Polonia (bandiera)              | P     | Bartłomiej Gradecki |
| 30 | Germania (bandiera)             | P     | Thomas Dähne        |
| 31 | Polonia (bandiera)              | P     | Bartłomiej Żynel    |
| 80 | Polonia (bandiera)              | A     | Piotr Majchrzak     |
| 87 | Polonia (bandiera)              | P     | Marcel Zapytowski   |
| 95 | Polonia (bandiera)              | D     | Patryk Stępiński    |
| 96 | Polonia (bandiera)              | C     | Jakub Łukowski      |
| 99 | Polonia (bandiera)              | C     | Patryk Wieliczko    |